# Erebus cinereosuffusa
Erebus cinereosuffusa là một loài bướm đêm trong họ Erebidae.